# El misterio Galíndez
El misterio Galíndez es una película de suspenso española dirigida por el director español Gerardo Herrero.  

## Argumento
En 1956, el nacionalista vasco Jesús de Galíndez desaparece en su apartamento en la ciudad de Nueva York y nunca más se supo de él. Había estado trabajando con el F.B.I. y estaba a punto de publicar un libro crítico contra el dictador dominicano, Trujillo. 32 años después, una estudiante de posgrado, Muriel Colber, quiere que Galíndez sea el tema de su disertación. Está en España investigando y como hay escasa documentación se va a Santo Domingo. A cada paso, la C.I.A., en la persona del agente Robards, intenta frustrarla y, en cada turno, cuando considera abandonar el proyecto, alguien ofrece nueva información, a menudo contradictoria. 

## Reparto
- Saffron Burrows como Muriel Colber
- Harvey Keitel como Edward Robards
- Eduard Fernández como Galíndez
- Guillermo Toledo como Ricardo
- Reynaldo Miravalles como Don Angelito
- Joel Angelino como el joven don Angelito
- Jorge Alí como Rivera Maculeto
- Chete Lera como el diplomático
- John Furey como Norman Radcliffe